# Sachio Yoshida
Sachio Yoshida (Yamaguchi, 6 april 1980) is een voormalig Japans voetballer.

## Carrière
Sachio Yoshida speelde tussen 1999 en 2004 voor Sanfrecce Hiroshima en Ehime FC.

## Statistieken
| Japan   | Japan               | Japan           | League | League | Emperor's Cup | Emperor's Cup | J-League Cup | J-League Cup | Totaal | Totaal |
| Seizoen | Club                | League          | Wed.   | Goals  | Wed.          | Goals         | Wed.         | Goals        | Wed.   | Goals  |
| ------- | ------------------- | --------------- | ------ | ------ | ------------- | ------------- | ------------ | ------------ | ------ | ------ |
| 1999    | Sanfrecce Hiroshima | J. League 1     | 0      | 0      | 0             | 0             | 0            | 0            | 0      | 0      |
| 2000    | Sanfrecce Hiroshima | J. League 1     | 0      | 0      | 0             | 0             | 0            | 0            | 0      | 0      |
| 2001    | Sanfrecce Hiroshima | J. League 1     | 1      | 0      | 0             | 0             | 0            | 0            | 1      | 0      |
| 2002    | Ehime FC            | Football League | 16     | 6      | 1             | 0             | -            | -            | 17     | 6      |
| 2003    | Ehime FC            | Football League | 23     | 9      | 2             | 0             | -            | -            | 25     | 9      |
| 2004    | Ehime FC            | Football League | 16     | 2      | 2             | 0             | -            | -            | 18     | 2      |
| Totaal  | Totaal              | Totaal          | 56     | 17     | 5             | 0             | 0            | 0            | 61     | 17     |